# Neoleptonidae
Famille
Genres de rang inférieur
- Arculus
- Bernardina
- Epilepton
- Halodakra
- Neolepton

Neoleptonidae est une famille de mollusques bivalves.

## Liste des genres
Selon World Register of Marine Species (1 juin 2016) :
- genre Bernardina Dall, 1910
- genre Lutetina Vélain, 1877
- genre Micropolia Laseron, 1953
- genre Neolepton Monterosato, 1875
- genre Pachykellya F. Bernard, 1897
- genre Puyseguria Powell, 1927

Selon ITIS (1 juin 2016) :
- genre Arculus Monterosato, 1909
- genre Bernardina Dall, 1910
- genre Epilepton Dall, 1899
- genre Halodakra Olsson, 1961
- genre Neolepton Finley, 1926